# Vol Airwork 23
Le vol Airwork 23 était un vol cargo régulier, opéré par un Fairchild Metroliner III pour le compte de la New Zealand Post, entre l'aéroport d'Auckland et l'aéroport de Woodbourne (en), en Nouvelle-Zélande, qui s'est désintégré en vol le 3 mai 2005, causant la mort des deux pilotes, les seules personnes présentes à bord de l'appareil.

## Avion et équipage
L'appareil assurant ce vol est un Fairchild SA227-AC Métro III, immatriculé ZK-POA (numéro de série AC-551B) et mis en service en 1983. Au moment de l'accident, ce bimoteur à turbopropulseur totalise 29 010 heures de vol et 29 443 cycles (décollage/atterrissage).
Aux commandes de l'avion se trouvait le commandant de bord Clive Adamson (43 ans), un pilote relativement expérimenté et un commandant de bord/pilote vérificateur comptant 6 500 heures de vol à son actif, dont près de la moitié effectuées sur Metroliner. Il était accompagné du copilote Anthony Drummond (41 ans), qui était moins expérimenté, totalisant 2 300 heures de vol, mais seulement 70 heures sur Metroliner, sur lequel il avait commencé à piloter plus tôt cette année-là.
Il n'y avait personne d'autre à bord de l'avion, et il n'y avait pas de siège en cabine, car ils avaient tous été retiré pour le transport de fret, la charge utile comprenant 1790 kg de courrier palettisé et de colis postaux.

## Déroulement du vol
Le vol 23 devait décoller à 21 h 00, heure locale, mais il a été retardé pendant le chargement de la cargaison. Pendant ce retard, les pilotes ont commandé 570 litres supplémentaires de carburant et ont demandé à la personne chargée du ravitaillement de mettre tout le carburant dans le réservoir de l'aile gauche, au lieu de répartir exactement le carburant entre les deux réservoirs, comme le voulait la procédure standard de la compagnie aérienne.
L'avion a finalement décollé à 21 h 36, heure locale. Immédiatement après le décollage, le pilote automatique a été engagé et il a contrôlé l'avion pendant sa montée, jusqu'au niveau de vol FL220 (environ 22 000 pieds (6 700 m)). Le vol 23 a ensuite poursuivi sa montée à pleine puissance, au lieu du niveau de puissance normalement requis en croisière, pendant les quinze minutes suivantes, afin de compenser une partie du retard causé par le décollage tardif.
Lors de la réduction de la puissance au régime de croisière, après que les différentes vérifications en croisière aient été effectuées, le commandant de bord a remarqué un déséquilibre entre les réservoirs de carburant et a décidé de procéder à un nouvel équilibrage du carburant entre les réservoirs gauches et droits. Peu de temps après, à 22 h 13, heure locale, le Metroliner s'est brusquement retourné, est entré dans une descente en spirale, avec une inclinaison extrême à gauche, et s'est finalement désintégré en vol, tuant les deux pilotes et dispersant des débris et du courrier sur plus de deux kilomètres.

## Enquête
L'accident a fait l'objet d'une enquête de la Commission d'enquête sur les accidents de transport de Nouvelle-Zélande (TAIC). Elle a découvert que, lorsque le commandant de bord a noté le déséquilibre du carburant, il a dit : « Nous allons simplement rouvrir le flux croisé... tournez à gauche avec le gouvernail et réglez-le en conséquence ». Cette manœuvre permet ainsi de mettre l'avion dans une glissade latérale sur la droite, et de faciliter le transfert de carburant d'un réservoir à l'autre.
Il a répété cette instruction cinq fois dans les 19 secondes qui ont suivi, ce à quoi le copilote, visiblement mal à l’aise à l’idée de provoquer un dérapage latéral aussi important en vol de croisière, a répondu : « J'étais un peu prudent » Le commandant de bord a dit : « Ne sois pas prudent, mon pote, ça fera du bien ».
Avec le gouverne de direction presque complètement braqué à gauche, l'avion était alors en dérapage prononcé vers la droite, alors qu'il était toujours sous le contrôle du pilote automatique, grâce au mécanisme de compensation de la gouverne de direction. Quarante-sept secondes après l'ouverture du flux croisé, le commandant de bord a dit : « Il n'aime pas celui-là, mon pote... tu ferais mieux de le rattraper » Une seconde plus tard, ils ont reçu un avertissement « Bank angle », les informant que l'angle d'inclinaison devenait excessif, qui a été suivi d'un signal sonore qui était probablement un avertissement qu'ils commençaient à descendre.
L'enquête a conclu que le problème était dû au désengagement du pilote automatique, probablement en raison d'un servomoteur ayant atteint sa limite en terme de contrôle des ailerons. Cela signifie qu'aucune compensation n'a été appliquée sur la commande de compensation de la gouverne de direction et que l'avion est alors entré en roulis vers la gauche et est descendu abruptement vers le sol, l'appareil se désintégrant aux alentours du niveau de vol FL199 (environ 19 900 pieds (6 065 m)). L'enquête a également révélé que la mauvaise visibilité, ce vol étant effectué de nuit et dans les nuages à basse altitude, a été un facteur contributif au crash, car cela à empêché les pilotes de se rendre compte plus tôt de la perte de contrôle.

## Conséquences
Après l'accident, l'exploitant a émis un avis aux pilotes les informant que la procédure opérationnelle standard (SOP) devait immédiatement indiquer au agent de ravitaillement au sol le volume de carburant à mettre dans chaque réservoir, pour obtenir une répartition équilibrée de la charge avant le démarrage des moteurs, conformément à la liste de vérification avant le décollage, au manuel de formation du Metroliner et au manuel de vol (AFM) d'Airwork.
L'opérateur a modifié la liste de contrôle du Métroliner pour ajouter aux listes de contrôle d'alignement et d'approche l'élément « flux transversal fermé ». Il a également modifié la section liées aux procédures d'exploitation standard du pilote automatique, dans le manuel de formation de la compagnie aérienne, pour y inclure deux avertissements sur l'utilisation du commutateur de flux croisé de carburant.
La TAIC a recommandé au directeur de l'aviation civile de modifier l'AFM, de concert avec la Federal Aviation Administration américaine (FAA), afin d'inclure une limitation et une mise en garde selon lesquelles le pilote automatique et l'amortisseur de lacet doivent être déconnectés pendant le transfert du carburant en vol.